# Normani
Normani Kordei Hamilton (Atlanta, 31 de maio de 1996) é uma cantora, compositora e dançarina estadunidense. Ela é conhecida por ter sido integrante do grupo feminino Fifth Harmony, formado através da segunda temporada do reality show The X Factor US em 2012. Em 2017, ela tornou-se concorrente da vigésima quarta temporada de Dancing With The Stars, ficando em terceiro lugar na competição. Após o fim do grupo, seu primeiro single, "Love Lies", lançado em colaboração com o cantor Khalid e gravado como trilha sonora do filme Love, Simon, alcançou o número 9 da Billboard Hot 100. Além de Khalid, Normani já colaborou com Ariana Grande, Cardi B, Nicki Minaj, Megan Thee Stallion, Sam Smith, Calvin Harris e entre outros nomes conhecidos da música.

## Biografia
Normani nasceu em Atlanta, GA, e foi criada em Nova Orleans, Louisiana. Em 2005, mudou-se para Houston, Texas devido à chegada do furacão Katrina. Ela é afro-americana, indiana-americana e francesa-americana.
Quando criança, ela competia em concursos de beleza e também participava de campeonatos de ginástica olímpica. Além disso, tem cantado e dançado desde os quatro anos de idade. Segundo ela, suas principais influências musicais são Aretha Franklin, Beyonce, Janet Jackson e Britney Spears. Considerou-se cantora de Soul e Gospel até ser incorporada a um grupo de garotas. Hamilton ganhou um número de prêmios e honras. Antes do X Factor, ela competiu na Miss Texas e chegou à final, mas decidiu fazer uma audição para The X Factor. Durante o programa, ela teve uma grande amizade com Arin Ray. Houve muitos rumores sobre um relacionamento romântico entre os dois, mas ambos negaram. Isso causou um conflito com o show e Simon Cowell. Hamilton também desempenhou o papel de Bryn em um curta filme chamado "Book", que trata do bullying e do preconceito social. "Definitivamente, há muita pressão sobre nós, fazendo parte da equipe de Simon Cowell, porque ele é um dos talentos de motor de busca mais respeitados do mundo", diz Hamilton. "O fato de que eles acreditam em nosso potencial como um grupo é uma grande conquista". Hamilton tem modelado para marcas como Target e também fez aparições na passarela. Normani diz que ela é uma pessoa muito tímida, mas quando se trata de tocar no palco ela é uma pessoa diferente: "Ela (Beyoncé) diz que ela é uma pessoa muito tímida, quando é Beyoncé, mas quando ela começa no palco ela é Sasha Fierce. Então, quando eu estou no palco, finjo como se eu fosse Beyoncé".

#### Voz
Normani é classificada como um Mezzo-Soprano lírico. Sua extensão vocal se estende do C♯3 ao E♭7 com 4,1 oitavas é detentora da maior extensão vocal do grupo. A cantora é capaz de fazer o famoso whistle register ou em português: registro do apito.

## Carreira

### 2012–2017: Carreira com a Fifth Harmony
Normani fez o teste na segunda temporada do The X Factor (Estados Unidos) em 2012 com a música "Chain of Fools" de Aretha Franklin e obteve um "sim" de todos os quatro juízes. Simon e L.A. disseram que gostaram dela, Demi Lovato disse: "Seu desempenho foi incrível e você realmente possui The X Factor".
Como a maioria das outras garotas, o primeiro bootcamp da Normani não foi mostrado. Portanto, é desconhecido o que ela cantou, até que ela revelou no Twitter durante uma sessão #AskNormani que ela cantou "If I Ain't Got You" de Alicia Keys. Normani cantou "What's Makes You Beautiful" contra o participante Arin Ray, cujo houve boatos que eles chegaram a engatar um namoro no período que participaram do programa. Os juízes apreciaram as duas apresentações, particularmente Demi Lovato, que disse ter achado que Normani foi ótima.
Foi durante a segunda rodada do acampamento que à levou a sua eliminação. Isso marcou o fim da participação da Normani no X Factor como artista solo. No entanto, ela foi trazida pelo Simon Cowell de volta para a disputa e colocada em um grupo com outras quatro garotas: Ally Brooke, Camila Cabello, Dinah Jane e Lauren Jauregui, que mais tarde se tornou o Fifth Harmony. No final da temporada do programa, o grupo conseguiu chegar ao final e terminaram em terceiro lugar.
Em 2013, o grupo lançou seu primeiro single, Miss Movin' On, que alcançou a posição 76 da Billboard Hot 100 e ganhou certificado de ouro nos Estados Unidos. O EP de estreia Better Together, foi lançado em 2013 e e alcançou a posição 6 na Billboard 200 na primeira semana de vendas. Em 2015, o grupo lançou o seu primeiro álbum de estúdio intitulado Reflection, que tem hits como Boss, Sledgehammer e Worth It, que alcançou a posição 12 na Billboard Hot 100. Worth It contabiliza mais de 2 bilhões de visualizações no YouTube, sendo um dos clipes vais vistos daquele ano. Em 2016, o grupo lançou seu segundo álbum, 7/27, que trouxe hits como All in My Head (Flex), That's My Girl e Work from Home, que chegou ao top 10 da Hot 100 da Billboard e ao top dez de mais de 18 países. O clipe de Work From Home tem mais de 2,5 bilhões de visualizações no YouTube, sendo o maior hit do grupo. Em 2017, o auto intitulado álbum Fifth Harmony foi lançado e os singles incluíam as faixas Down, He Like That. O ultimo single do album foi a canção "Don't Say You Love Me" que ficou marcada como a despedida do grupo após confirmarem um hiato.  
Normani participou das atividades do Fifth Harmony até o fim da "PSA Tour" em 2018. 

### 2015–2018: Carreira solo, projetos na televisão e parcerias
Em 2015, Normani lançou dois vídeos de dança apresentando "Commas" e "Do Not Disturb" com o coreógrafo da Fifth Harmony, Sean Bankhead, em seu canal no YouTube. Em dezembro de 2017, ela lançou três cover-mashups (de "Fake Love/Sneakin" de Drake, "Cranes in the Sky/Don't Touch My Hair" de Solange e "Say It " de Tory Lanez), com a ajuda dos produtores The Invaders.
Normani competiu na 24ª temporada de Dancing with the Stars. Seu parceiro foi o dançarino de salão profissional Valentin Chmerkovskiy. A equipe chegou às finais e terminou em terceiro lugar.
| Performances no Dancing with the Stars                                                         | Performances no Dancing with the Stars | Performances no Dancing with the Stars | Performances no Dancing with the Stars | Performances no Dancing with the Stars | Performances no Dancing with the Stars | Performances no Dancing with the Stars |
| Semana                                                                                         | Dança/Canção | Juízes                                 | Juízes                                 | Juízes                                 | Juízes                                 | Resultado                              |
| Semana                                                                                         | Dança/Canção | Inaba                                  | Goodman                                | Hough                                  | Tonioli                                | Resultado                              |
| ---------------------------------------------------------------------------------------------- | --- | -------------------------------------- | -------------------------------------- | -------------------------------------- | -------------------------------------- | -------------------------------------- |
| 1                                                                                              | Quickstep / "Good Time, Good Life" | 7                                      | 6                                      | 7                                      | 7                                      | Nenhuma eliminação                     |
| 2                                                                                              | Cha-cha-cha / "Give Me Your Love" | 8                                      | 8                                      | 8                                      | 8                                      | Salvo                                  |
| 3                                                                                              | Foxtrot / "Big Spender" | 8                                      | 8                                      | 9                                      | 9                                      | Salvo                                  |
| 4                                                                                              | Rumba / "Impossible" | 8                                      | 7                                      | 8                                      | 9                                      | Salvo                                  |
| 5                                                                                              | Paso Doble / "I'll Make a Man Out of You" | 10                                     | 9                                      | 10                                     | 10                                     | Salvo                                  |
| 6                                                                                              | salsa / "When I Grow Up (The Pussycat Dolls song)\|When I Grow Up" Team Freestyle / "My Boyfriend's Back", "No Scrubs" & "Bo$$"                | 10 8                                   | 8 8                                    | 101 91                                 | 10 9                                   | Salvo                                  |
| 7                                                                                              | Argentine tango / "Quizás, Quizás, Quizás" | 10                                     | 10                                     | 102                                    | 10                                     | Salvo (Imunidade)                      |
| 8                                                                                              | Comtemporânea / "Freedom" Trio Jive / "Feeling Alive"                                                                                          | 10 10                                  | 10 9                                   | 10 10                                  | 10 10                                  | Salvo                                  |
| 9 Semifinais                                                                                   | Viennese Waltz / "Desperado" Jazz / "What a Wonderful World"                                                                                   | 9 10                                   | 9 10                                   | 9 10                                   | 9 10                                   | Salvo                                  |
| 10 Finais                                                                                      | Quickstep / "Check It Out" Freestyle / "What the World Needs Now Is Love" Tango Argentino & Foxtrot Fusion / "There's Nothing Holdin' Me Back" | 10 10 10                               | 9 10 10                                | 9 10 10                                | 10 10 10                               | TERCEIRO LUGAR                         |
| 1 Pontuado pelo juiz convidado Nick Carter 2 Pontuações dadas pela juíza convidada Mandy Moore | |                                        |                                        |                                        |                                        |                                        |

Normani fez uma participação especial no videoclipe do cantor Khalid, "Young Dumb & Broke", e confirmou que eles estavam trabalhando em "novas ideias para músicas". Em 21 de outubro, foi anunciado que Normani havia assinado com a empresa de gestão S10 Entertainment como artista solo. Ela também assinou seu próprio contrato de publicação solo para Stellar Songs como compositora. Em 14 de fevereiro de 2018, Normani lançou uma música com Khalid chamada "Love Lies" para a trilha sonora do filme, "Love, Simon". O single estreou na posição #43 na Billboard Hot 100, marcando assim a mais alta posição na semana de estreia de um single por um membro de grupo feminino.

### 2018–presente: Primeiro álbum de estúdio
Durante uma entrevista em março de 2018, Normani confirmou que estava trabalhando em seu primeiro álbum de estúdio solo. Em abril de 2018, foi anunciado que Normani assinou com as gravadoras Keep Cool, em parceria com a RCA Records, para sua estreia solo. Em novembro de 2018, Normani lançou "Waves" com a participação do rapper 6lack. Em agosto de 2019, Normani lançou sua mais nova música intitulada 'Motivation', onde nas primeiras 24 horas alcançou 4 milhões de visualizações. Em julho de 2021, Normani lançou a canção Wild Side, em parceria com a rapper Cardi B, a música, que é o primeiro single do seu primeiro álbum de estréia, debutou em #14 na Billboard Hot 100 e se tornou a primeira música de Normani a alcançar o topo das rádios urbanas dos Estados Unidos.

## Filantropia
Junto com Fifth Harmony, Normani esteve envolvida com muitas instituições de caridade como Girl Scouts of America e Ryan Seacrest Foundation. Em setembro de 2016, Normani foi nomeada a Embaixadora da Diversidade da The Cybersmile Foundation , uma organização internacional sem fins lucrativos que oferece suporte a vítimas de cyberbullying e campanhas de ódio online, após ser abusada racialmente online. Em 26 de janeiro de 2017, Normani foi nomeada como a primeira embaixadora oficial da celebridade para o evento e torneio anual Stars & Strikes Celebrity Bowling, organizado pela instituição sem fins lucrativos A Place Called Home. Em 24 de fevereiro de 2017, foi anunciado que Normani fez uma parceria com a American Cancer Society, como um embaixadora global para ajudar a aumentar a conscientização sobre a importância do rastreamento do câncer de mama e da vacinação contra o HPV.

## Discografia
- Dopamine (2024)

## Filmografia
| Ano     | Nome                            | Função    | Observações                                                                                |
| ------- | ------------------------------- | --------- | ------------------------------------------------------------------------------------------ |
| 2011    | Book                            | Bryn      | Curta metragem                                                                             |
| 2012-13 | The X Factor EUA                | Ela mesma | 2ª temporada: Participante, 22 episódios (2012) 3ª temporada: Convidada, 1 episódio (2013) |
| 2014    | Faking It                       | Ela mesma | Episódio: "O êxtase e a agonia"                                                            |
| 2015    | Barbie: Vida na casa dos sonhos | Ela mesma | Episódio: "Dia de diversão das irmãs"                                                      |
| 2016    | The Ride                        | Ela mesma | Episódio: "Fifth Harmony"                                                                  |
| 2017    | Dancing with the Stars          | Ela mesma | 11 Episódios; 24ª temporada 1 episódio; 25ª temporada                                      |
| 2018    | Lip Sync Battle                 | Ela mesma | Episódio: "Fifth Harmony"                                                                  |
| 2018    | Sugar (websérie)                | Ela mesma | Episódio 3                                                                                 |

## Videoclipes
| Ano  | Música                    | Artista                       | Função                |
| ---- | ------------------------- | ----------------------------- | --------------------- |
| 2017 | "Young Dumb & Broke"      | Khalid                        | Rainha do baile       |
| 2018 | "Love Lies"               | Khalid e Normani              | Artista               |
| 2019 | "Dancing with a stranger" | Sam Smith e Normani           | Artista               |
| 2019 | "Waves"                   | Normani e 6Black              | Artista               |
| 2019 | "Motivation"              | Normani                       | Artista               |
| 2020 | "Diamonds"                | Megan Thee Stallion e Normani | Artista               |
| 2020 | "WAP"                     | Cardi B e Megan Thee Stallion | Participação Especial |
| 2020 | "Don't They"              | Josh Levi                     | Participação Especial |
| 2021 | "Wild Side"               | Normani e Cardi B             | Artista               |
| 2021 | "family ties"             | Baby Keem e Kendrick Lamar    | Participação Especial |

## Prêmios e Indicações
| Prêmio                     | Ano  | Categoria                                     | Trabalho nomeado          | Resultado |
| -------------------------- | ---- | --------------------------------------------- | ------------------------- | --------- |
| BMI Awards                 | 2017 | Pop Award Songs                               | "All in My Head (Flex)"   | Venceu    |
| BMI Awards                 | 2018 | Award Winning Songs                           | "All in My Head (Flex)"   | Venceu    |
| BMI Awards                 | 2019 | Award Winning Songs                           | "Love Lies"               | Venceu    |
| BMI Awards                 | 2020 | Award Winning Songs                           | "Dancing with a Stranger  | Venceu    |
| BMI Awards                 | 2020 | Pop Award Songs                               | "Dancing with a Stranger  | Venceu    |
| BMI Awards                 | 2020 | Song Of The Year                              | "Dancing with a Stranger  | Venceu    |
| MTV Video Music Awards     | 2019 | Melhor Clipe de R&B                           | "Waves"                   | Venceu    |
| MTV Video Music Awards     | 2020 | Best Choreography                             | "Motivation"              | Indicado  |
| MTV Video Music Awards     | 2021 | Song of summer                                | "Wild Side"               | Indicado  |
| IHeartRadio Music Awards   | 2019 | Best Solo Breakout                            | Ela mesma                 | Indicado  |
| IHeartRadio Music Awards   | 2019 | Titanium Award                                | "Love Lies"               | Venceu    |
| IHeartRadio Music Awards   | 2020 | Titanium Award                                | "Dancing with a Stranger" | Venceu    |
| IHeartRadio Music Awards   | 2020 | Best Collaboration                            | "Dancing with a Stranger" | Indicado  |
| IHeartRadio Music Awards   | 2020 | Best music video                              | "Dancing with a Stranger" | Indicado  |
| IHeartRadio Music Awards   | 2020 | Favorite music video choreography             | "Motivation"              | Indicado  |
| Teen Choice Awards         | 2018 | Choice R&B/Hip-Hop Song                       | "Love Lies" (with Khalid) | Venceu    |
| Teen Choice Awards         | 2019 | Choice R&B/Hip-Hop Artist                     | Ela mesma                 | Indicado  |
| Teen Choice Awards         | 2019 | Choice Pop Song                               | "Dancing with a Stranger" | Indicado  |
| Teen Choice Awards         | 2019 | Choice Collaboration Song                     | "Dancing with a Stranger" | Indicado  |
| W Magazine Award           | 2019 | Song of the Summer That Was Released Too Late | "Motivation"              | Venceu    |
| MTV Video Play Awards      | 2019 | Winning videos                                | "Dancing with a Stranger" | Venceu    |
| Soul Train Music Awards    | 2018 | Best New Artist                               | Ela Mesma                 | Indicado  |
| Soul Train Music Awards    | 2019 | Best Dance Performance                        | "Motivation"              | Indicado  |
| Soul Train Music Awards    | 2021 | Best Dance Performance                        | "Wild Side"               | Venceu    |
| Soul Train Music Awards    | 2021 | Video of the Year                             | "Wild Side"               | Indicado  |
| American Music Awards      | 2020 | Favorite Soundtrack                           | Birds Of Prey: The Album  | Venceu    |
| MTV Europe Music Awards    | 2021 | Best Video                                    | "Wild Side"               | Indicado  |
| UK Music Video Awards      | 2021 | Best R&B/Soul Video – International           | "Wild Side"               | Venceu    |
| Variety's Hitmakers Awards | 2021 | Collaborator of the Year                      | Ela Mesma                 | Venceu    |

## Turnês
Suporte
- Ariana Grande — Sweetener World Tour (2019)